# Троицк (Кизеловский городской округ)
Троицк — упразднённый посёлок, располагавшийся на территории Кизеловского городского округа Пермского края России. На момент упразднения входил в состав Северно-Коспашского поссовета. Упразднён в 1996 году.

## География
Посёлок располагался на правом берегу реки Косьва в месте впадения в неё ручья Трёхямного, на расстоянии приблизительно 35 километров (по прямой) к северо-востоку от посёлка Северно-Коспашский.

### Климат
Климат умеренно континентальный. Довольно суровая снежная зима с незначительными оттепелями, поздняя прохладная и сравнительно сухая весна, короткое и жаркое лето и влажная прохладная осень. Снежный покров удерживается 170—190 дней. Среднегодовая температура −0,9 °C, средняя месячная температура января −17,2 °C, температура июля +15,4 °C. Продолжительность устойчивых морозов — 153 дня. По данным многолетних наблюдений наибольшее количество осадков приходится на лето и осень (62-97 мм), а наименьшее — на зиму (31-42 мм). Среднегодовое количество осадков — 630 мм.

## История
Возник в 1863 году как Троицкий железнорудный рудник для обеспечения нужд Кизеловского завода.
По данным на 1909 год село Троицкий Рудник состояло из 84 хозяйств, в селе имелась церковь. В административном отношении село входило в состав Кизеловского сельского общества Кизеловской волости Соликамского уезда Пермской губернии.
В 1926 году Троицкий рудник состоял из 41 хозяйства и входил в состав Кизеловского горсовета Кизеловского района Верхнекамского округа Уральской области.
В 1963 и 1969 годах числился как посёлок Северно-Коспашского поссовета. В 1981 году как отдельные дома.
Исключен из учётных данных в 1996 оду в связи с фактическим прекращением существования.

## Население
| Численность населения | Численность населения | Численность населения |
| 1909                  | 1926                  | 1963                  |
| --------------------- | --------------------- | --------------------- |
| 363                   | ↘155                  | ↗180                  |
| 1969                  | 1981                  |                       |
| ↘65                   | ↘1                    |                       |